# Melchor Cano (arquitecto)
Melchor Cano (Madrid, 1794-Sevilla 1842) fue un arquitecto español, que ejerció su actividad básicamente en la ciudad de Sevilla.
El 28 de noviembre de 1819 consigue el título de arquitecto en la Academia de Bellas Artes de San Fernando en Madrid.
Entre los años 1825 y 1833 realiza como arquitecto mayor en Sevilla, gran parte de las modificaciones urbanas y arquitectónicas de la ciudad como colaborador del Asistente de Sevilla don José Manuel Arjona y Cuba, alcanzando prestigio en su profesión. Como arquitecto, realizó el proyecto de construcción del mercado de la Encarnación. Después de la marcha de Arjona en 1833, siguió como arquitecto municipal hasta 1840.
Contrajo matrimonio con Águeda de la Peña, hija del arquitecto madrileño Manuel de la Peña y Padura y su único hijo fue Eduardo Cano de la Peña, nacido en 1823, conocido pintor romántico historicista, activo en Sevilla.